# Gaswerk Neustadt

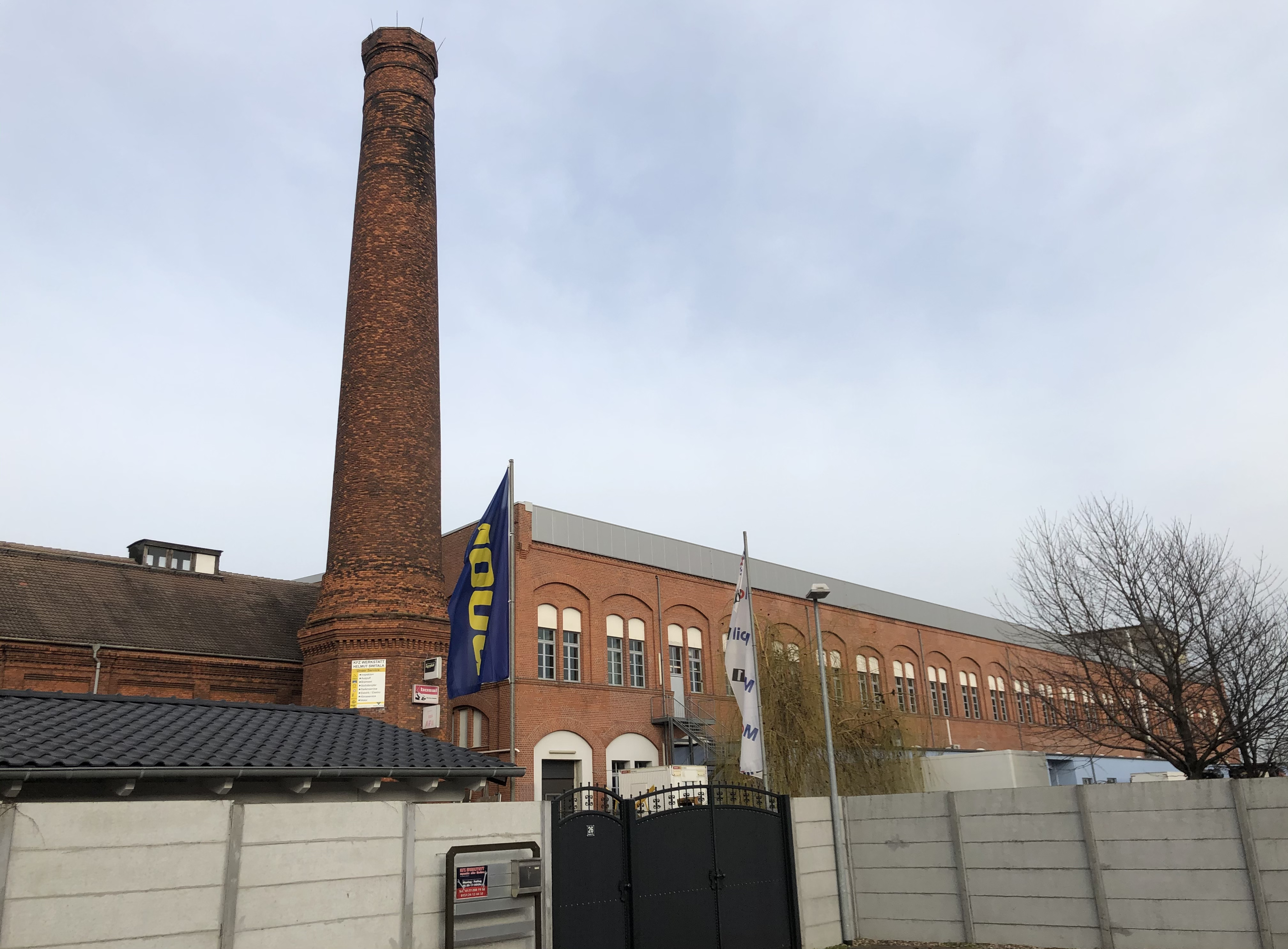
Altes Ofenhaus mit Schornstein im Jahr 2021

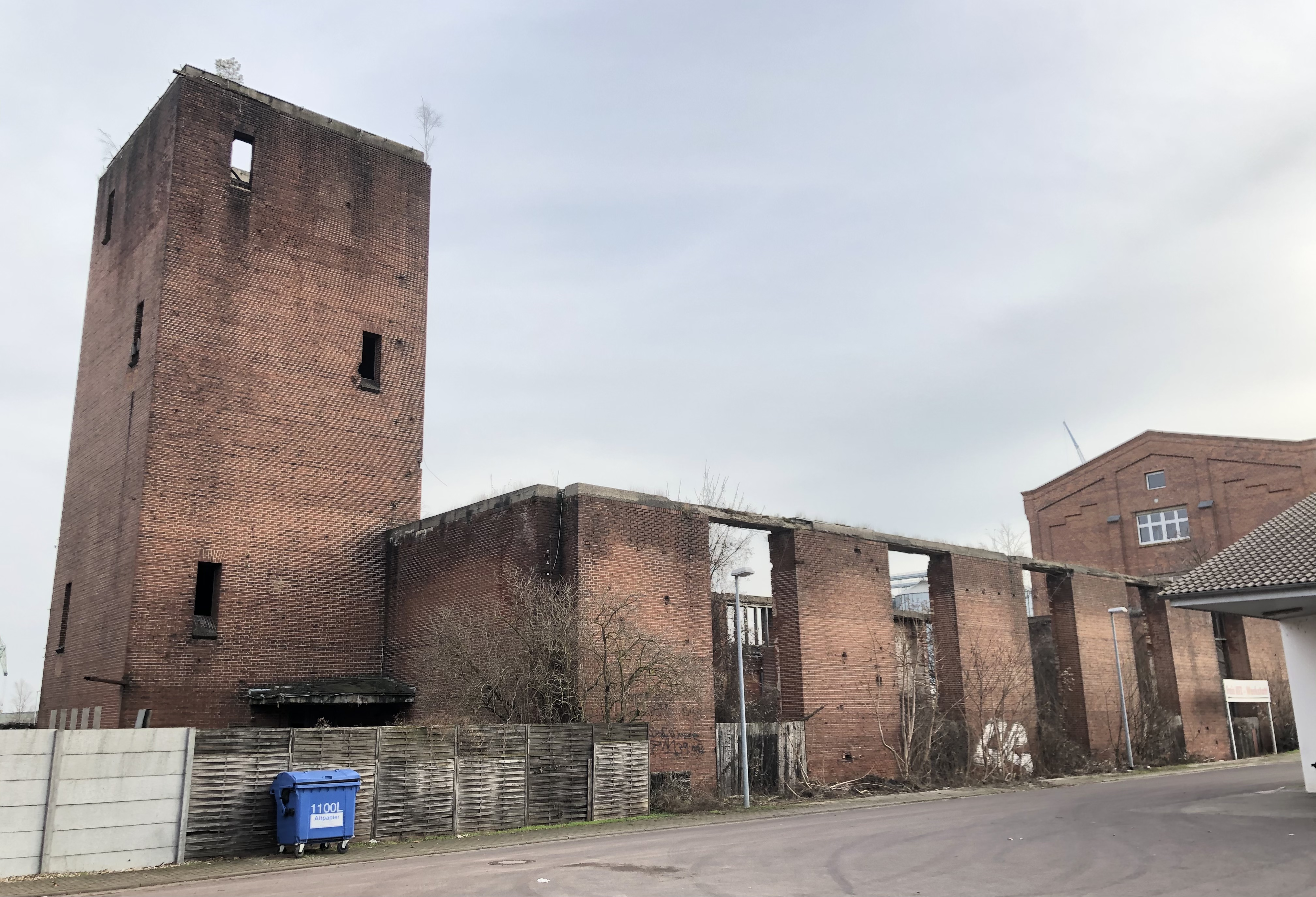
Apparatehaus, 2021

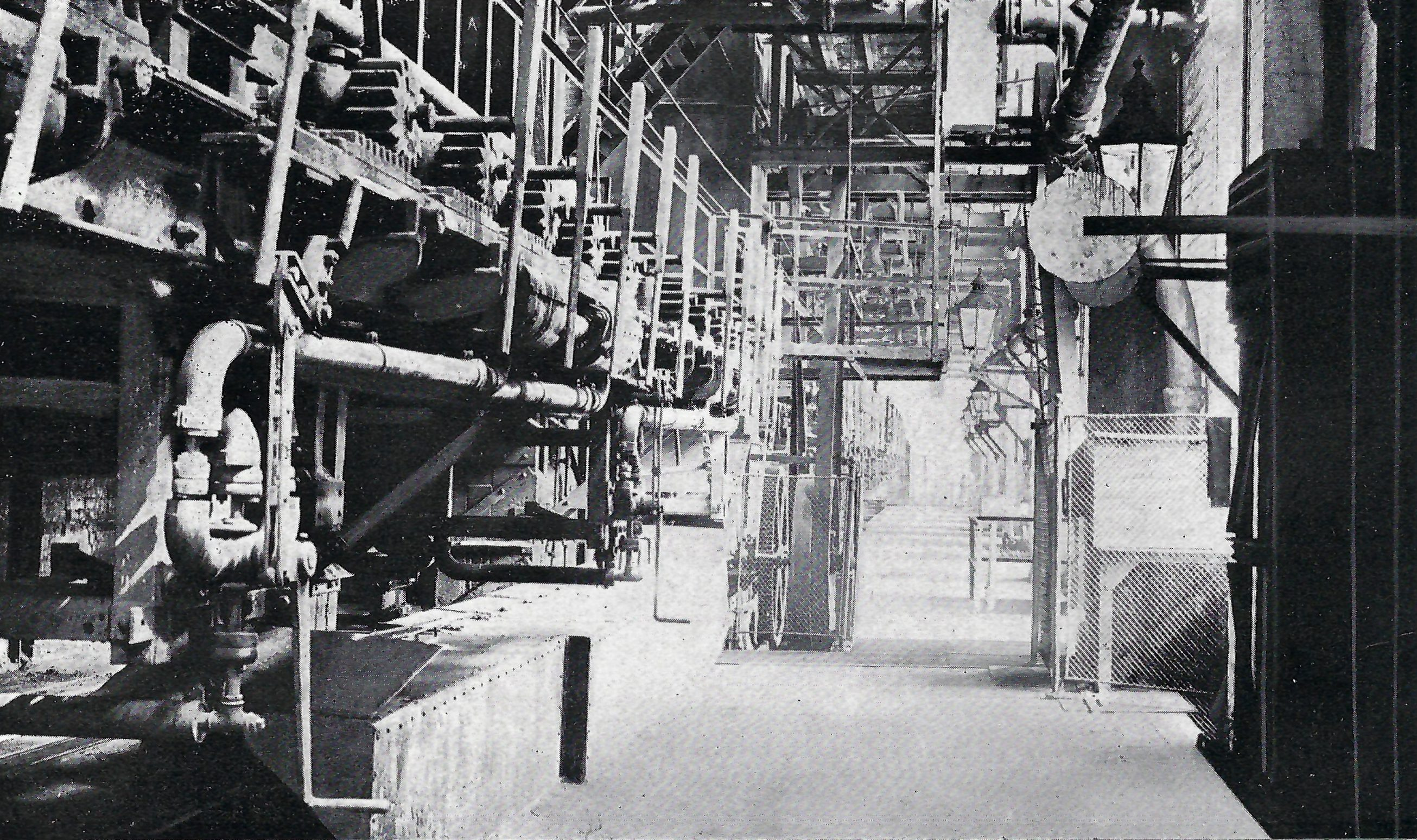
Untere Verschlüsse im Ofenhaus

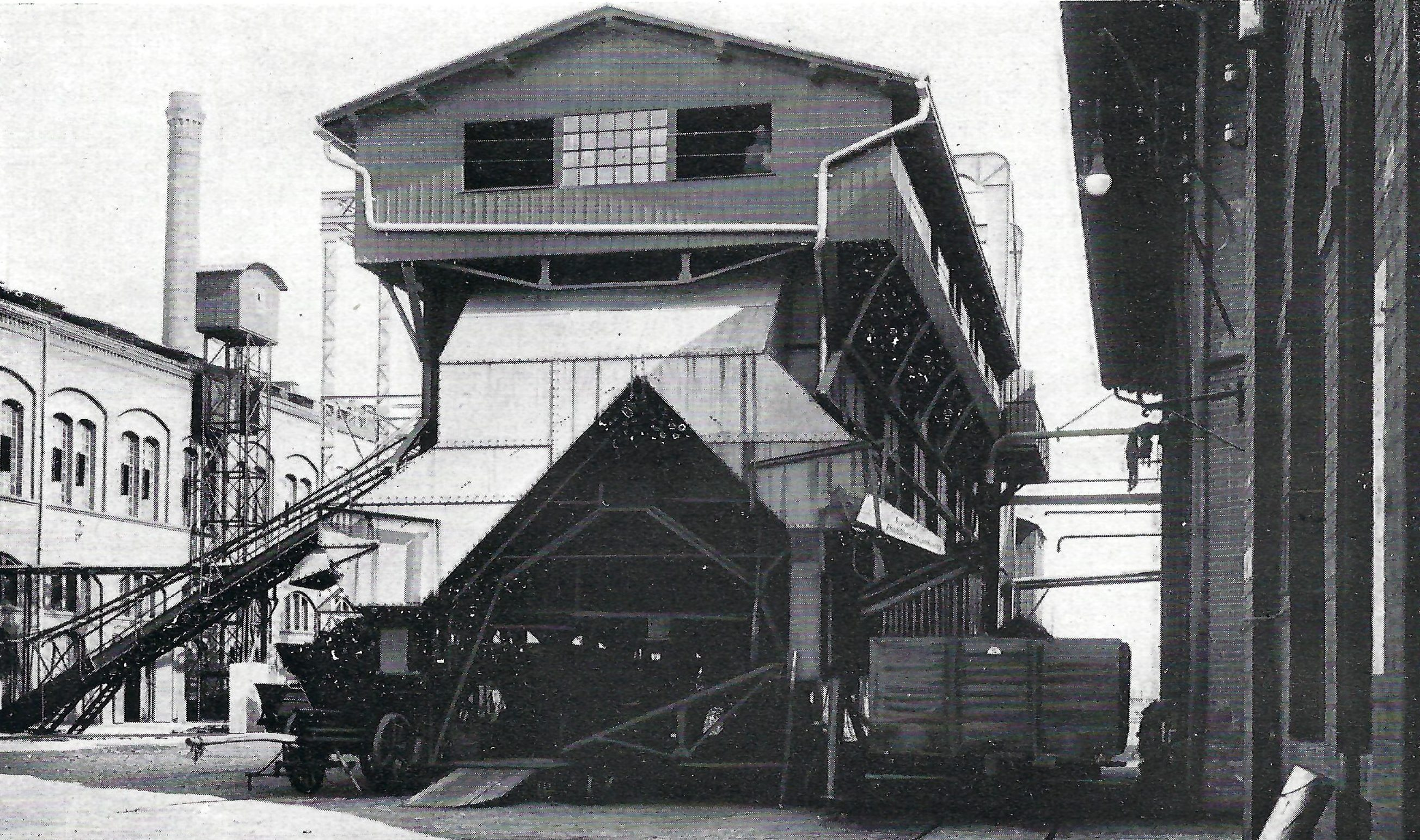
1923 errichtete Kokssortieranlage

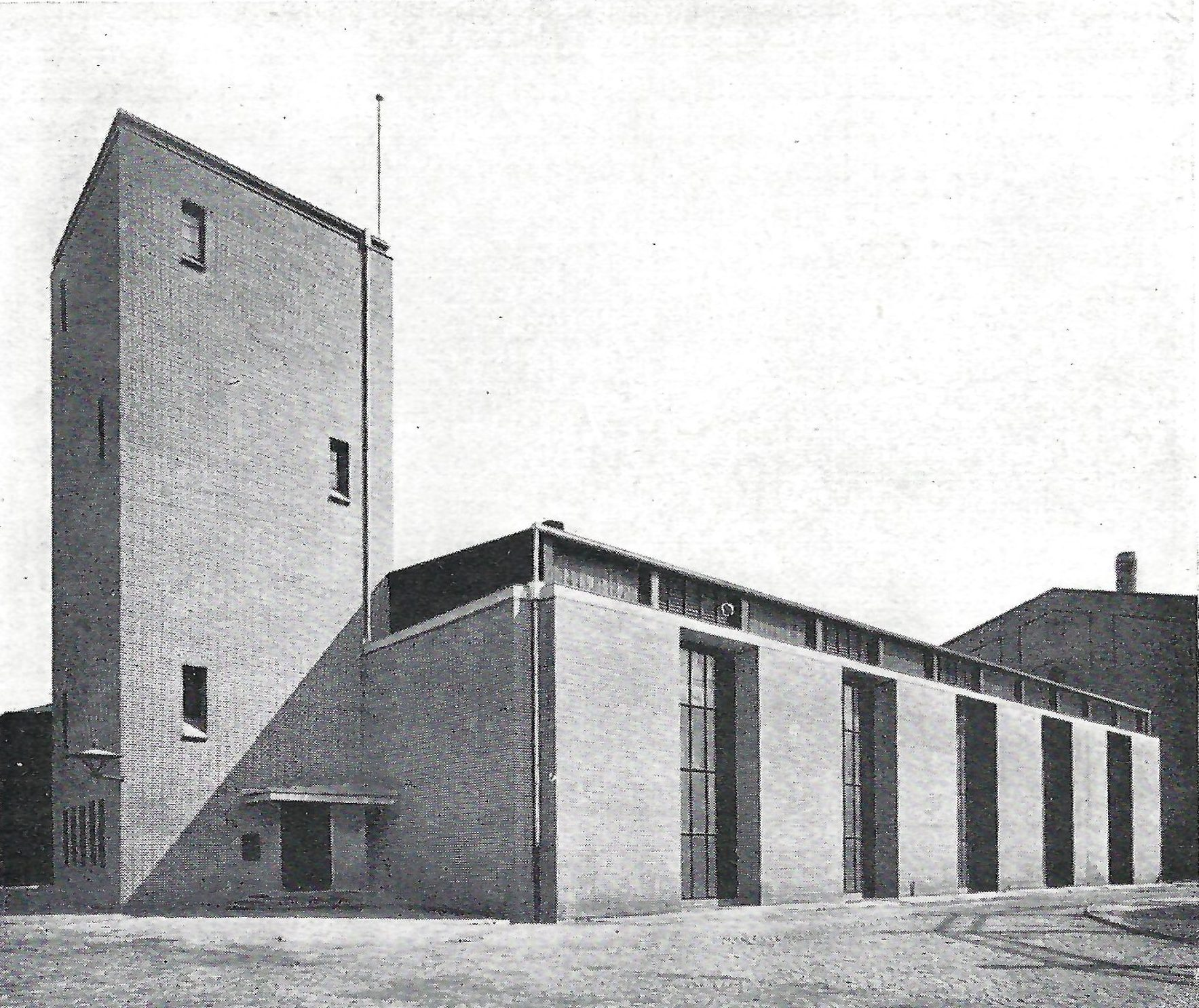
Apparatehaus, 1925

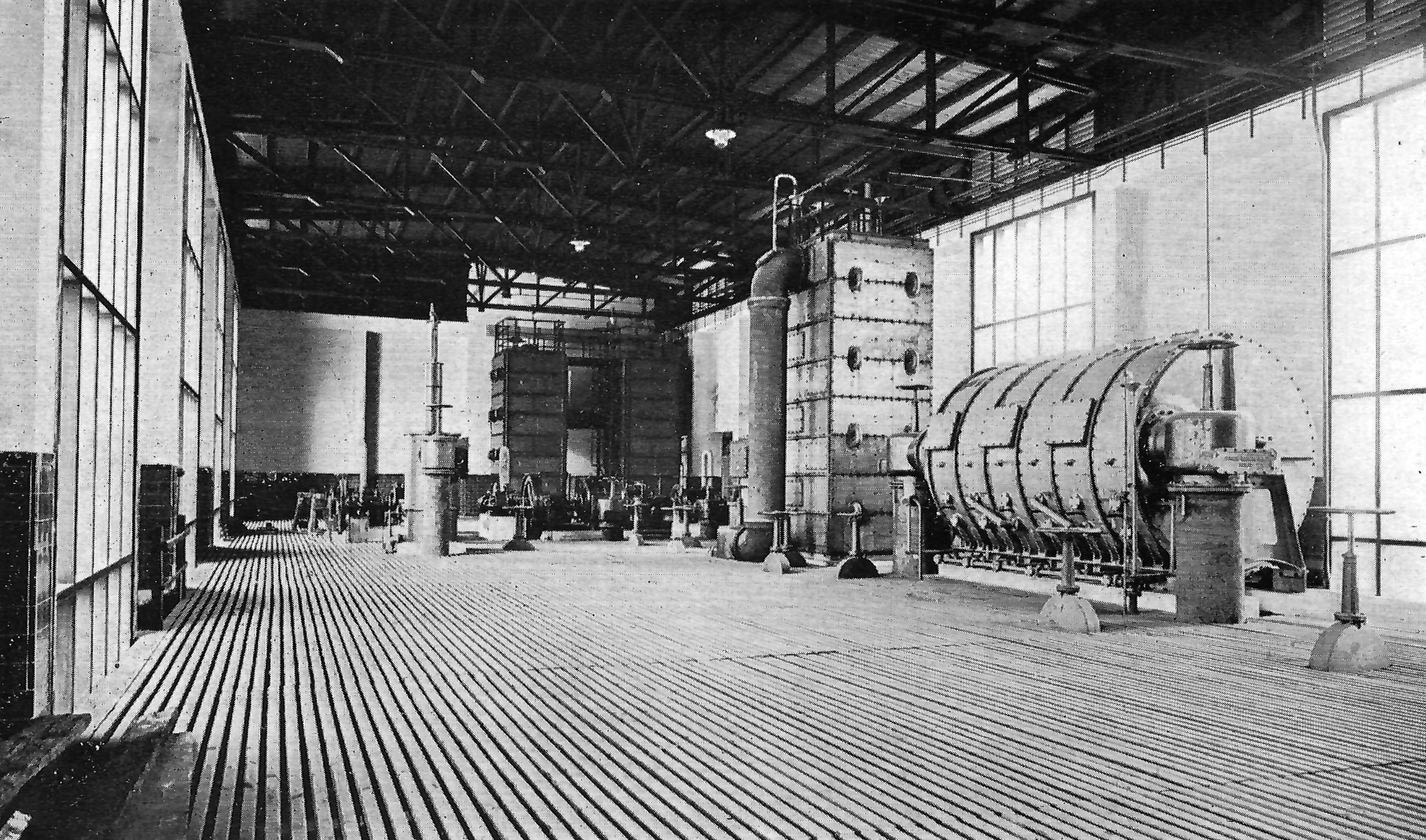
Innere des Apparatehauses, 1926

Das Gaswerk Neustadt war ein Gaswerk im heutigen Magdeburger Stadtteil Alte Neustadt in Sachsen-Anhalt. Erhaltene bauliche Anlagen stehen unter Denkmalschutz.

## Lage
Es befindet sich auf der Ostseite der Rogätzer Straße an der Adresse Rogätzer Straße 22–30. Etwas weiter östlich verläuft die Theodor-Kozlowski-Straße und liegt der Handelshafen Magdeburg. Nördlich befindet sich das ehemalige Gelände des Konsum-Vereins.

## Architektur und Geschichte
Das Gaswerk wurde 1852/53 errichtet und diente zur Versorgung der Straßenbeleuchtung in der südlich gelegenen Magdeburger Altstadt. Später wurde auch die Industrie und private Haushalte beliefert. Der Entwurf stammte von Baumeister Kühnell und den Dresdener Spezialisten für den Gaswerksbau G.M.S. Blochmann. Die Bauleitung lag bei Victor von Unruh. Markant für die Anlage waren zwei große achteckige Gasometerbauten, die jedoch nicht erhalten sind. Sie waren als frühe Form des Gasometerbaus bemerkenswert und befanden sich in einem roten länglichen Gebäude. Dieser polygonale Bau war aus Ziegeln und Grauwacke errichtet worden und war von einem flachen Walmdach bedeckt. Die ältesten erhaltenen Bauten stammen aus den 1880er Jahren. Die ein- bis zweigeschossigen Ziegelbauten sind im Stil der Neoromanik gestaltet. Die Fassaden sind durch Lisenen und große Rundbogenfenster geprägt, die Dächer flach geneigt.
Erhalten ist das an der Nordseite des Geländes befindliche alte Ofenhaus aus dem Jahr 1888 mit einem markanten Schornstein. Nicht erhalten sind zwei in der Zeit um 1900 entstandene Retortenhäuser, in denen Ammoniak hergestellt wurde. Ebenfalls aus dieser Zeit stammt ein schlichter Verwaltungsbau in Ziegelbauweise. An der Westkante des Grundstücks befanden sich in ähnlicher Gestaltung zwei zum Teil erhaltene Werkstattgebäude.
Bemerkenswert ist das 1925 von Johannes Göderitz in der modernen Architektursprache des Neuen Bauens entworfene Apparatehaus. An der schmaleren Nordseite des Hauses befindet sich ein kubisch gestalteter 24 Meter hoher, viergeschossiger Turm. Der Turm hatte eine Aussichtsplattform sowie einen Laufgang für einen dort befindlichen Teerbehälter. Das Apparatehaus nimmt eine Fläche von 50 mal 18 Metern ein und wird von neun raumhohen breiten Stahlrahmenfenstern dominiert, die von breiten Mauerpfeilern gerahmt werden. Die Scheiben waren als Drahtverglasung ausgeführt. Im Inneren verstärkten Strebepfeiler die Mauern. Bedeckt ist der aus Trockenpressklinkern errichtete Bau von einer Betonplatte als Flachdach. Durch Schlitze zwischen der Betonplatte und einem hölzernen Dachüberstand erfolgte eine Belüftung der Halle. Das Haus ruht auf einem vier Meter hohen Keller. Durch eine erhöhte Bodenplatte wird auch der Keller von Tageslicht beleuchtet.
Die Gestaltung zeigt wesentliche Elemente der kurze Zeit später von Göderitz geplanten Stadthalle Magdeburg.
Mit der Errichtung der Großgaserei Magdeburg in den 1930er Jahren verlor das Gaswerk dann jedoch an Bedeutung.
Im örtlichen Denkmalverzeichnis ist das Gaswerk unter der Erfassungsnummer 094 81880 als Baudenkmal verzeichnet.
Das Apparatehaus gilt als bedeutendes architektonisches Zeugnis des Neuen Bauens der 1920er Jahre, ist jedoch nur in einem ruinösen Zustand erhalten.